# بخش فوریت‌های پزشکی (مجموعه تلویزیونی)
بخش فوریت‌های پزشکی یا ای‌آر (ER) یک مجموعه تلویزیونی محبوب ساخته کشور آمریکا می‌باشد. این مجموعه تلویزیونی دربارهٔ پرستاران، پزشکان و دانشجویان علوم پزشکی بود که در بخش فوریت‌های پزشکی در یک بیمارستان در شیکاگو کار می‌کردند. داستان‌های هیجانی و سرعت انجام اتفاقات در قصه‌های این سریال از دلایل محبوبیت و شهرت آن به‌شمار می‌رفت. ای آر در سال ۱۹۹۴ میلادی پخش گردید و در سال ۲۰۰۴ میلادی ۲۱ جایزه امی دریافت کرد.